# Cudillero

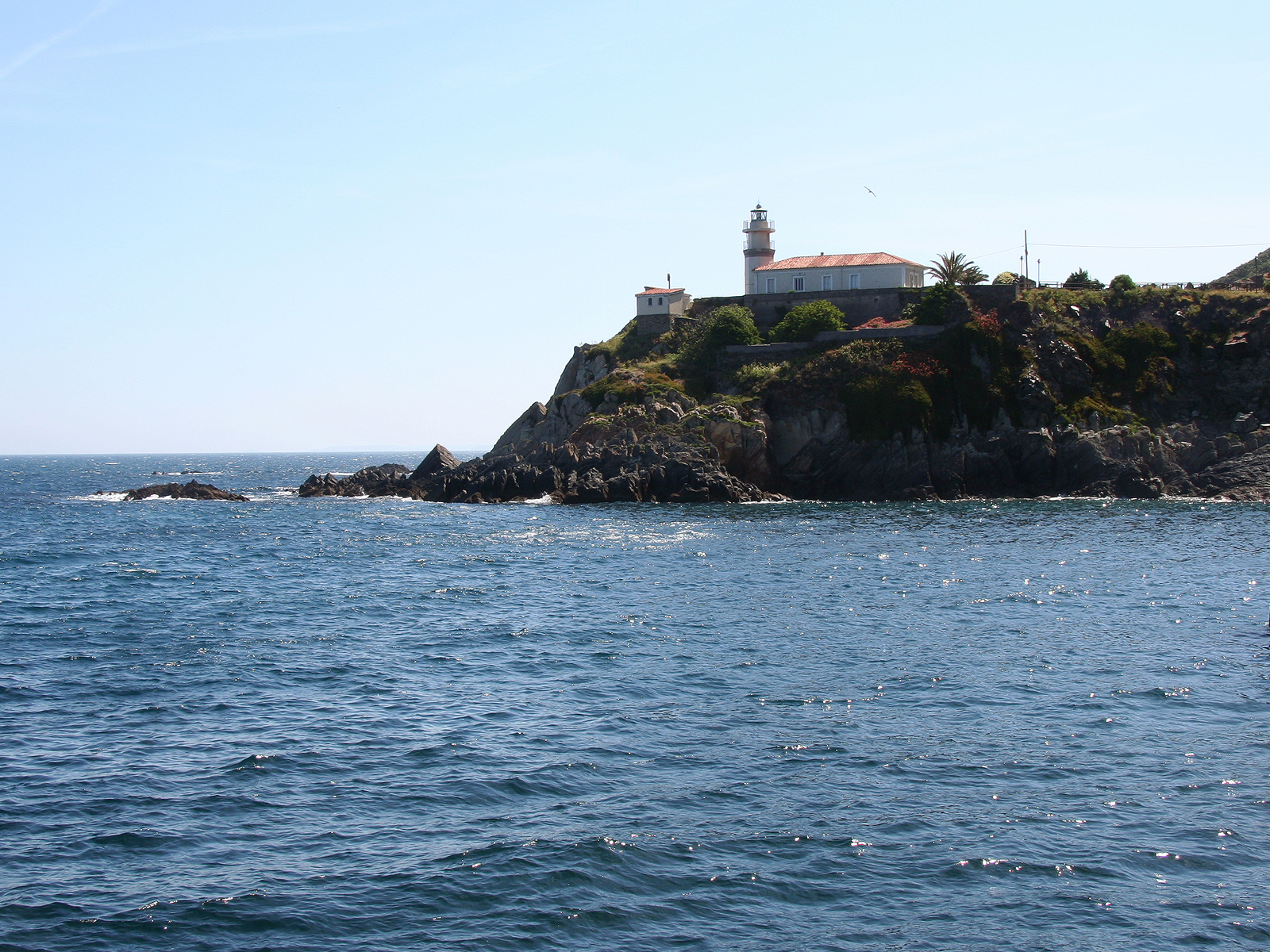
Vuurtoren van Cudillero

Cudillero is een gemeente in de Spaanse provincie en regio Asturië met een oppervlakte van 100,78 km². Cudillero telt 5.248 inwoners (1 januari 2016).

## Demografische ontwikkeling
Bron: INE, 1857-2011: volkstellingen

## Bezienswaardigheden
- La capilla del Humilladero – Gotische kapel uit de 16e eeuw
- La Quinta de Selgas, een luxueus landhuis uit de 19e eeuw met een aangelegde tuin, dat sinds 2002 als museum te bezoeken is. Het bevat schilderijen van o.a. Goya.